# 한치윤
한치윤(韓致奫, 1765년 ~ 1814년)은 조선국 경기도 양천군 태수(朝鮮國 京畿道 陽川郡 太守) 직책을 잠시 지낸 조선 후기의 실학자이다. 본관은 청주, 자는 대연(大淵), 호는 옥유당(玉蕤堂)이다.
1789년(정조 13년) 진사시에 합격하였으나 벼슬을 단념하고 학문에 전념하였다. 약관(若冠)에 문명(文名)이 출중하였으며, 청나라 사신으로 가는 친척 형인 한치응(韓致應)을 따라가서 고증학 관련 실사구시의 학문 탐구 방법을 배워 가지고 돌아왔다. 《해동역사》를 저술하다가 〈지리고〉를 완성하지 못하고 죽었다. 뒤에 조카 한진서가 7권을 더하여 완성하였다.

## 주요 저서
- 《해동역사》